# Yan Zi-dong
Yan Zi-dong (en chino, 晏紫东; pinyin, Yàn Zǐ Dōng) (Shenyang, Liaoning, 10 de diciembre de 1994) es un actor, modelo y cantante chino, principalmente conocido por sus papeles en las series web Love is More Than a Word y Till Death Tear Us Apart.

## Biografía
Yan Zi-dong nació el 10 de diciembre de 1994 en la ciudad de Shenyang, provincia de Liaoning. En 2012, ingresó al departamento de cine y televisión de la Shanghai Normal University. En septiembre de 2013, protagonizó un mircrofilme universitario titulado Back. En 2016 y, tras graduarse de la universidad, Yan firmó un contrato con la agencia Century e ingresó oficialmente a la industria del entretenimiento. Ese mismo año, debutó como actor con un papel principal en la serie web Love is More Than a Word. En 2017, protagonizó una secuela de la misma, Till Death Tear Us Apart, así como también la serie web Butterfly Lovers, basada en la leyenda homónima.
El 24 de febrero de 2018, Yan anunció a través de su cuenta personal de Weibo que había rescindido su contrato con Century.

## Filmografía

### Series web
| Año  | Título                      | Papel              | Notas      |
| ---- | --------------------------- | ------------------ | ---------- |
| 2016 | Love is More Than a Word    | Gu She/Gu Xian-zhi | Principal  |
| 2017 | Till Death Tear Us Apart    | Zhou Yao-hua       | Principal  |
| 2017 | Legend of the Little Monk 2 | Li Feng-chun       | Secundario |
| 2017 | Rule the World              | Bu Zhan-tai        | Secundario |
| 2017 | Butterfly Lovers            | Liang Shan-bo      | Principal  |
| 2019 | Renascence                  | Han Jin-yi         | Secundario |